# Kính Hiếu Vương
Kính Hiếu Vương (?—1030 TCN) là một nhà vua Cơ Tử Triều Tiên thứ 3. Ông là con trai của Trang Huệ Vương. Ông được kế vị lên ngôi bởi cha ông.